# Raucourt-au-Bois
Pour les articles homonymes, voir Raucourt.
Raucourt-au-Bois est une commune française située dans le département du Nord, en région Hauts-de-France.

## Géographie

### Communes limitrophes
|               | Louvignies-Quesnoy |            |
|               | Raucourt-au-Bois   |            |
| Englefontaine |                    | Locquignol |

### Hydrographie

#### Réseau hydrographique
La commune est située dans le bassin Artois-Picardie. Elle est drainée par le ruisseau des Frototets et le ruisseau du Château,,.

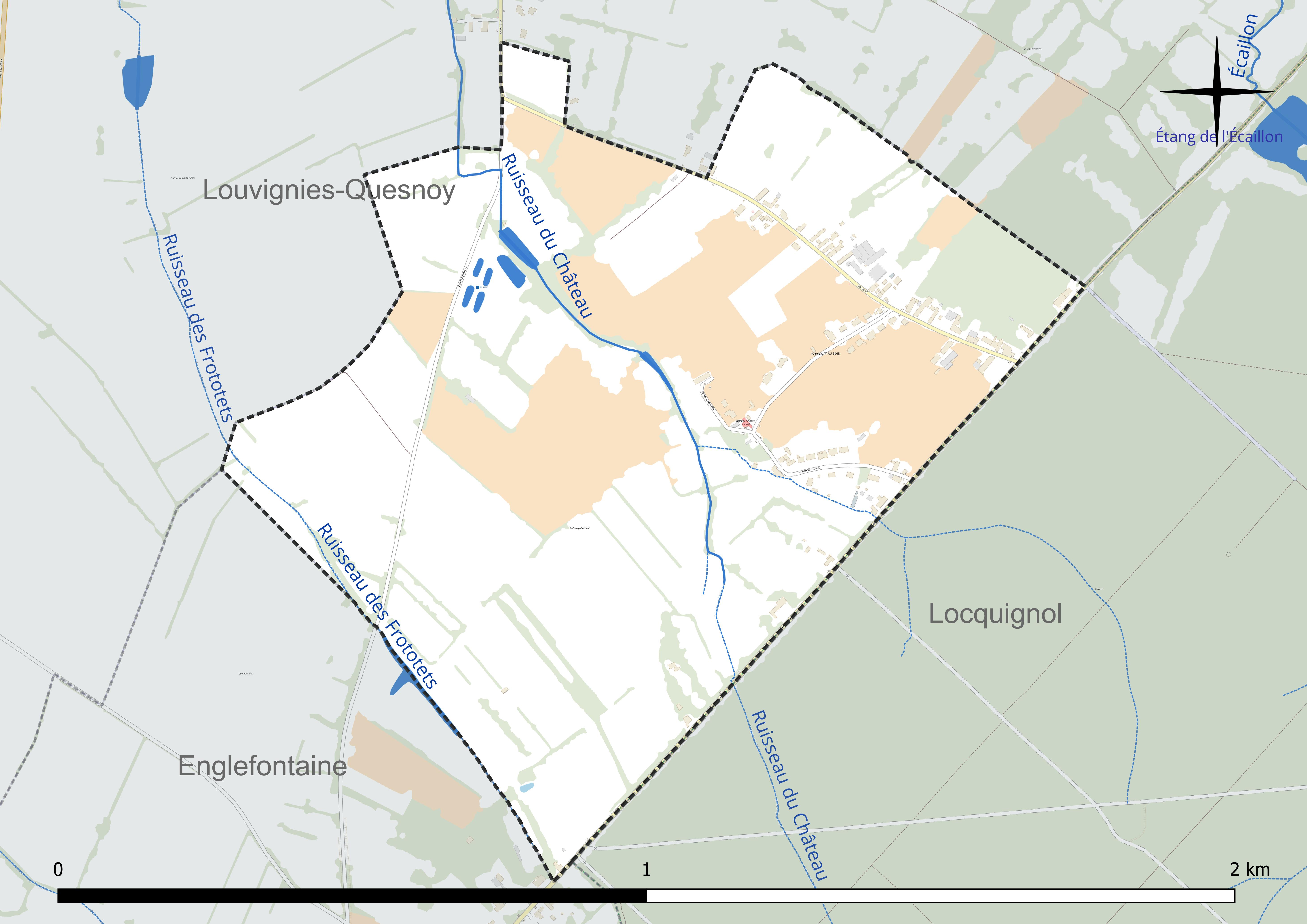
Réseau hydrographique de Raucourt-au-Bois.

#### Gestion et qualité des eaux
Le territoire communal est couvert par le schéma d'aménagement et de gestion des eaux (SAGE) « Escaut ». Ce document de planification concerne un territoire de 2 005 km2 de superficie, délimité par le bassin versant de l'Escaut. Le périmètre a été arrêté le 9 juin 2006 et le SAGE proprement dit a été approuvé le 13 juillet 2021. La structure porteuse de l'élaboration et de la mise en œuvre est le syndicat mixte Escaut et Affluents (SyMEA). 
La qualité des cours d'eau peut être consultée sur un site dédié géré par les agences de l'eau et l'Agence française pour la biodiversité. 

### Climat
Pour des articles plus généraux, voir Climat des Hauts-de-France et Climat du Nord.
En 2010, le climat de la commune est de type climat océanique dégradé des plaines du Centre et du Nord, selon une étude du CNRS s'appuyant sur une série de données couvrant la période 1971-2000. En 2020, Météo-France publie une typologie des climats de la France métropolitaine dans laquelle la commune est exposée à un climat océanique altéré et est dans la région climatique  Nord-est du bassin Parisien, caractérisée par un ensoleillement médiocre, une pluviométrie moyenne régulièrement répartie au cours de l'année et un hiver froid (3 °C).
Pour la période 1971-2000, la température annuelle moyenne est de 9,7 °C, avec une amplitude thermique annuelle de 15,1 °C. Le cumul annuel moyen de précipitations est de 831 mm, avec 12,5 jours de précipitations en janvier et 9,5 jours en juillet. Pour la période 1991-2020, la température moyenne annuelle observée sur la station météorologique la plus proche, située sur la commune de Saint-Hilaire-sur-Helpe à 19 km à vol d'oiseau, est de 10,5 °C et le cumul annuel moyen de précipitations est de 802,4 mm,. Pour l'avenir, les paramètres climatiques de la commune estimés pour 2050 selon différents scénarios d'émission de gaz à effet de serre sont consultables sur un site dédié publié par Météo-France en novembre 2022.

## Urbanisme

### Typologie
Au 1er janvier 2024, Raucourt-au-Bois est catégorisée commune rurale à habitat dispersé, selon la nouvelle grille communale de densité à sept niveaux définie par l'Insee en 2022.
Elle est située hors unité urbaine et hors attraction des villes,.

### Occupation des sols
L'occupation des sols de la commune, telle qu'elle ressort de la base de données européenne d'occupation biophysique des sols Corine Land Cover (CLC), est marquée par l'importance des territoires agricoles (98,1 % en 2018), une proportion identique à celle de 1990 (98,1 %). La répartition détaillée en 2018 est la suivante : 
prairies (74,3 %), terres arables (23,7 %), forêts (1,9 %), zones urbanisées (0,1 %). L'évolution de l'occupation des sols de la commune et de ses infrastructures peut être observée sur les différentes représentations cartographiques du territoire : la carte de Cassini (XVIIIe siècle), la carte d'état-major (1820-1866) et les cartes ou photos aériennes de l'IGN pour la période actuelle (1950 à aujourd'hui).

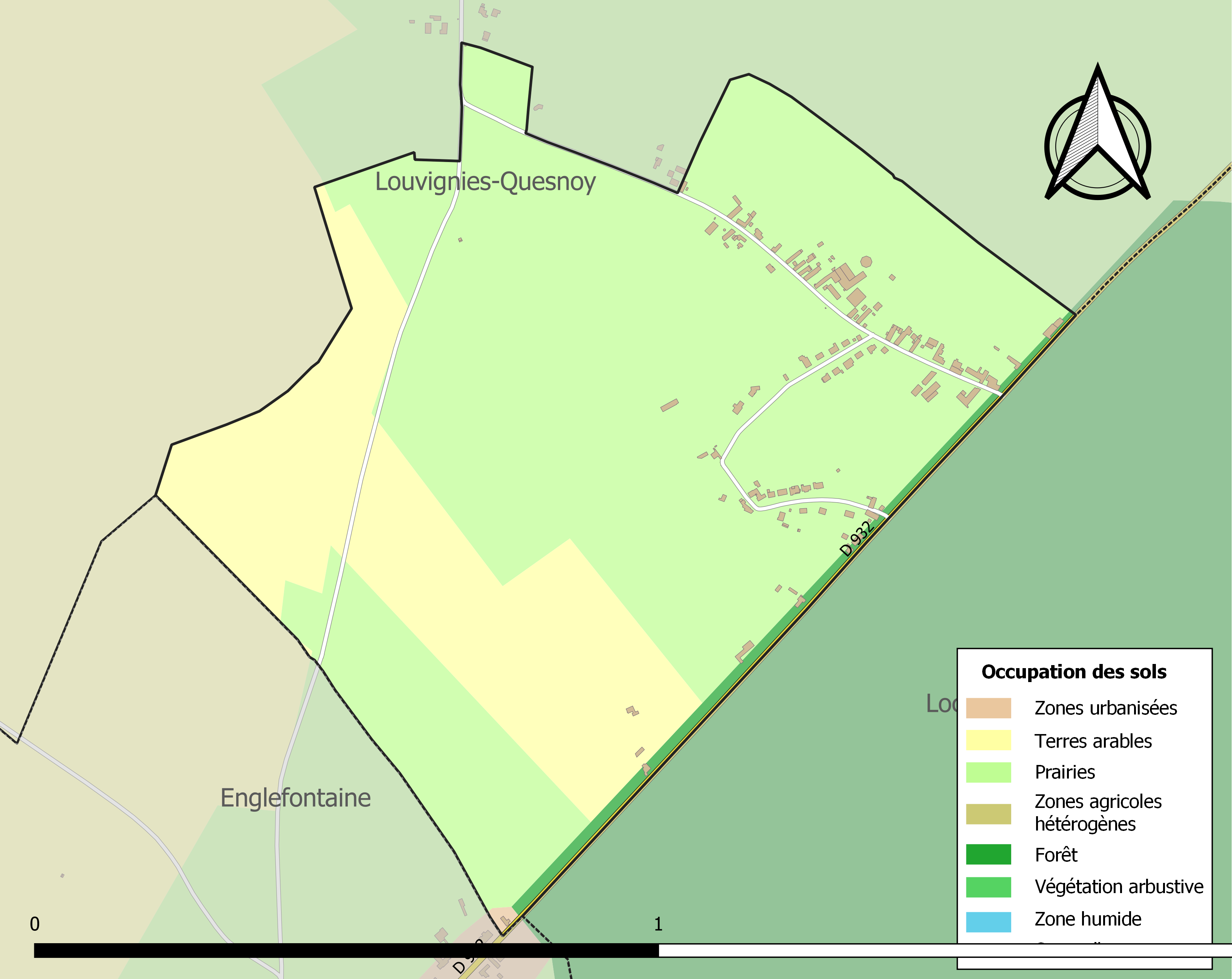
Carte des infrastructures et de l'occupation des sols de la commune en 2018 (CLC).

## Histoire
Les origines du lieu sont fort anciennes et Raucourt-au-Bois situé le long de l'antique voie romaine qui conduisait de Bavay à Vermand, qui limite le village à l'est et le sépare de la forêt de Mormal.
Vers 1180-1200, le village est cité sous le nom de Roccurt ou Roecort. Au Moyen Âge, la première mention du village date du XIIe siècle, on le trouve mentionné dans un cartulaire (recueil de propriété) de la propriété de Cambrai. De ce long passé peu de traces sont parvenues jusqu'à nous car les conflits et destructions se suivent au cours des siècles dans cette région de passage, objet de nombreuses convoitises…
La seigneurie de Raucourt-au-Bois est entre les mains des Landas aux XVe et XVIe siècles. À la Révolution, elle appartient à Cordier qui émigre et doit vendre son château et ses terres pour éponger ses dettes. Un château a existé en face de la mairie actuelle, mais il a été détruit vers 1912. Le village n'a pas d'église. Rattaché à Louvignies-Quesnoy jusqu'à la fin du XVIIIe siècle, il l'est à celle d'Englefontaine à partir de 1805.
Les vergers et l'élevage constituent la base de l'activité économique de la commune.
Traversé par le Ruisseau du Château et le ruisseau du Moulin, Raucourt-au-Bois se situe à l'orée de la Forêt de Mormal, entre Jolimetz et Englefontaine. Longé par la voie romaine “ Bavay – Vermand ”, le village est très ancien puisqu'il est cité dès le XIIe siècle dans un cartulaire de la cathédrale de Cambrai. Son seul patrimoine historique réside dans sa chapelle “ Notre-Dame de Bonsecours ” qui a fait l'objet de recherches historiques.

## Héraldique
|  | Les armes de Raucourt-au-Bois se blasonnent ainsi : « Parti-émanché d'argent et de gueules de dix pièces ». |

## Politique et administration
Maire de 1802 à 1807 : Basuyaux,.

Maire en 1939 : Vasseur.
| Identité                                              | Période        | Période                 | Durée             | Étiquette |
| Identité                                              | Début          | Fin                     | Durée             | Étiquette |
| ----------------------------------------------------- | -------------- | ----------------------- | ----------------- | --------- |
| Pierre Dreumont (d) (17 avril 1925 - 5 décembre 2017) | 1970           | 1995                    | 25 ans            |           |
| Jean-Paul Maillot (d)                                 | 1995           | juin 2009 (destitution) | 14 ans            |           |
| Jean-Pierre Noël (d), (né le 5 juin 1959)             | septembre 2009 | En cours                | 15 ans et 11 mois |           |

## Population et société

### Démographie

#### Évolution démographique
L'évolution du nombre d'habitants est connue à travers les recensements de la population effectués dans la commune depuis 1793. Pour les communes de moins de 10 000 habitants, une enquête de recensement portant sur toute la population est réalisée tous les cinq ans, les populations de référence des années intermédiaires étant quant à elles estimées par interpolation ou extrapolation. Pour la commune, le premier recensement exhaustif entrant dans le cadre du nouveau dispositif a été réalisé en 2005.

En 2022, la commune comptait 152 habitants, en évolution de −12,14 % par rapport à 2016 (Nord : +0,51 %, France hors Mayotte : +2,11 %).
| 1793 | 1800 | 1806 | 1821 | 1831 | 1836 | 1841 | 1846 | 1851 |
| ---- | ---- | ---- | ---- | ---- | ---- | ---- | ---- | ---- |
| 179  | 132  | 188  | 231  | 235  | 246  | 264  | 277  | 281  |

| 1856 | 1861 | 1866 | 1872 | 1876 | 1881 | 1886 | 1891 | 1896 |
| ---- | ---- | ---- | ---- | ---- | ---- | ---- | ---- | ---- |
| 297  | 286  | 281  | 271  | 267  | 263  | 244  | 245  | 233  |

| 1901 | 1906 | 1911 | 1921 | 1926 | 1931 | 1936 | 1946 | 1954 |
| ---- | ---- | ---- | ---- | ---- | ---- | ---- | ---- | ---- |
| 213  | 218  | 202  | 182  | 170  | 155  | 164  | 135  | 140  |

| 1962 | 1968 | 1975 | 1982 | 1990 | 1999 | 2005 | 2006 | 2010 |
| ---- | ---- | ---- | ---- | ---- | ---- | ---- | ---- | ---- |
| 169  | 152  | 124  | 138  | 133  | 149  | 151  | 151  | 176  |

| 2015 | 2020 | 2022 | - | - | - | - | - | - |
| ---- | ---- | ---- | - | - | - | - | - | - |
| 176  | 156  | 152  | - | - | - | - | - | - |

#### Pyramide des âges
La population de la commune est relativement jeune.
En 2018, le taux de personnes d'un âge inférieur à 30 ans s'élève à 32,0 %, soit en dessous de la moyenne départementale (39,5 %). À l'inverse, le taux de personnes d'âge supérieur à 60 ans est de 26,9 % la même année, alors qu'il est de 22,5 % au niveau départemental.
En 2018, la commune comptait 88 hommes pour 79 femmes, soit un taux de 52,69 % d'hommes, largement supérieur au taux départemental (48,23 %).
Les pyramides des âges de la commune et du département s'établissent comme suit.
| Hommes | Classe d’âge | Femmes |
| ------ | ------------ | ------ |
| 0,0    | 90 ou +      | 0,0    |
| 2,4    | 75-89 ans    | 8,1    |
| 19,5   | 60-74 ans    | 24,3   |
| 24,4   | 45-59 ans    | 23,0   |
| 14,6   | 30-44 ans    | 20,3   |
| 13,4   | 15-29 ans    | 14,9   |
| 25,6   | 0-14 ans     | 9,5    |

| Hommes | Classe d’âge | Femmes |
| ------ | ------------ | ------ |
| 0,5    | 90 ou +      | 1,4    |
| 5,3    | 75-89 ans    | 8,1    |
| 14,8   | 60-74 ans    | 16,2   |
| 19,1   | 45-59 ans    | 18,4   |
| 19,5   | 30-44 ans    | 18,7   |
| 20,7   | 15-29 ans    | 19,1   |
| 20,2   | 0-14 ans     | 18     |

## Lieux et monuments
- Chapelle “ Notre Dame de Bonsecours ”

## Pour approfondir